# 眞相はかうだ
『眞相はかうだ』（真相はこうだ、しんそうはこうだ）は、大東亜戦争（太平洋戦争）敗戦後の被占領期、連合国軍最高司令官総司令部 (GHQ/SCAP) の占領政策の一環として、1945年（昭和20年）12月9日より10回にわたり、社団法人日本放送協会（現・NHK）のラジオ第1放送・第2放送で同時放送された宣伝番組。

## 概要
1945年（昭和20年）12月9日放送開始。毎週日曜の夜8時からの30分番組で、その前後に当時人気の番組が配置、編成されていた。再放送を含めほぼ毎日のように放送された。
登場人物は、軍人とその親友である民主主義者の文筆家というのが主な設定であった。軍人が「太郎」という男の子となっていたという情報もある。
「脚本は、その中心をアメリカ人が占めたGHQ内部部局の民間情報教育局（CIE）ラジオ課が担当し、1931年（昭和6年）の満州事変から終戦（日本の降伏）に至るまでの15年間に軍国主義者の犯罪や国民を裏切った人々を白日の下に、偽りない事実を、などという論評で、叙情的な音楽や音響効果音を駆使しながら、ドキュメンタリー形式を装ったドラマ仕立てに編成された番組であった」という。
「眞相はかうだ」の元となったのは「Now It can be told（今だから話せる）」と題した第二次世界大戦中のイギリスの番組を、GHQ上層部が民間情報教育局へ企画として持ち込み、「日本の変革をするため」に実施をされた。
当番組は、日本人の精神構造から軍国主義的な精神を排除するようコントロールすることを目的としていた。その為ならば、真珠湾攻撃や原爆投下などの罪を日本側に押し付けるといった事実の捏造も行われていた。事実の捏造の例として、「連合国は ... 原子爆弾を広島の軍事施設に投下しました。」と番組中では述べられているが、実際に目標となったのは広島市街中心の相生橋であり（広島市への原子爆弾投下#広島上空や相生橋#被爆を参照）、中国軍管区司令部・第59軍司令部が置かれていた広島城本丸ではなかった。
番組の内容を巡って、これらはGHQ作成であることが隠蔽されたために、日本放送協会へ手紙や電話などが殺到した。その中には「あの放送は面白い、軍部の罪悪をもっと徹底的にたたいてくれ」と好意的に捉える意見もあったが、それらが抗議や非難などの批判的な内容が大半であることを知ったGHQは、その成果を取り入れてより巧妙にそれに続く番組を作成、1946年（昭和21年）2月以降「眞相箱」、「質問箱」などへ形を変えながら、1948年（昭和23年）1月まで放送を続けた。
「眞相箱」は、疑問に回答するという形式を取り、また、日本の短所だけでなく長所の面も随所に挿入されるなど、国民への聴き心地の良さも取り入れられた。真実の中に巧妙に織り交ぜられた虚偽等々の手法が用いられたこれらの番組の思想は、プレスコードやラジオコードなどのGHQの指令により言論統制されていた実情もあり、次第に国民の間に押し広められていった。これを批評した雑誌の対談記事は、民間検閲支隊（CCD）による検閲により「占領政策全般に対する破壊的批判である」という理由で「全文削除」に処されている。
『眞相はかうだ』は『太平洋戦争史』を劇化したもので、これらGHQによるプロパガンダは「各層の日本人に、彼らの敗北と戦争に対する罪、現在及び将来の苦難と窮乏に対する軍国主義者の責任、連合国の軍事占領の理由と目的を、周知徹底せしめること」を眼目として開始され、「大東亜戦争」という用語（1941年/昭和16年12月12日、東條内閣閣議決定、「今次戦争ノ呼称並ニ平戦時ノ分界時期等ニ付テ」第1項「今次ノ對米英戰爭及今後情勢ノ推移ニ伴ヒ生起スルコトアルヘキ戰爭ハ支那事變ヲモ含メ大東亞戰爭ト呼稱ス」）の抹殺（使用禁止）及びそれに代る「太平洋戦争」という用語の導入によってそれが持つ意味、価値観が入れ替えられることとなった。
櫻井よしこや保阪正康が、「これら一連のGHQによる歴史観は、現在主流の根底を占めることになっている」との見解を示している。

## 再録本
放送を再録した書籍として、『眞相はかうだ（第1・2輯）』（1946・1947年、聯合國最高司令部民間情報教育局編、聯合プレス社刊）、『眞相箱　太平洋戰爭の政治・外交・陸海空戰の眞相』（1946年、聯合國最高司令部民間情報教育局編、コズモ出版社刊）などが出版されている。
国立国会図書館が所蔵する『眞相はかうだ』第1輯（集）は、2010年（平成22年）3月31日付で近代デジタルライブラリーでインターネット上で公開された。

## 脚註

### 註釈
1. ↑  正字（旧字）、歴史的仮名遣

### 再録本
- 連合軍総司令部民間情報教育局 編 編『真相はかうだ』 第1輯、聯合プレス社、1946年。

### 書籍
- 江藤淳『閉された言語空間―占領軍の検閲と戦後日本』文藝春秋〈文春文庫〉、1994年1月10日（原著1989年）。ISBN 9784167366087。
- 櫻井よしこ『GHQ作成の情報操作書「真相箱」の呪縛を解く―戦後日本人の歴史観はこうして歪められた』小学館〈小学館文庫〉、2002年8月1日。ISBN 9784094028867。
- 藤岡信勝、自由主義史観研究会『教科書が教えない歴史』 2巻、扶桑社、2005年7月1日。ISBN 9784594049676。
- 保阪正康『日本解体―「真相箱」に見るアメリカGHQの洗脳工作』扶桑社〈扶桑社文庫〉、2004年9月29日（原著2003年8月7日）。ISBN 9784594047948。
- 歴史ミステリー研究会「GHQ製作のラジオ番組『真相はかうだ』」『終戦直後の日本　教科書には載っていない占領下の日本』彩図社、2015年5月22日、114-117頁。ISBN 9784801300774。